# HMS Havant (H32)
«Гавант» (H32) (англ. HMS Havant (H32) — військовий корабель, ескадрений міноносець типу «H» Королівського військово-морського флоту Великої Британії за часів Другої світової війни.
«Гавант» був закладений 30 березня 1938 на верфі компанії J. Samuel White, Коуз на замовлення ВМС Бразилії під ім'ям «Жаварі». Однак, через початок Другої світової війни, на стадії будівництва есмінець був придбаний Королівськими ВМС Великої Британії у вересні 1939 року. 19 грудня 1939 року він увійшов до складу британського флоту і введений до Командування Західних підходів. У квітні 1940 року з початком Норвезької кампанії корабель перевели до Флоту Метрополії для виконання ескортних функцій. 12 квітня «Гавант» увійшов до складу угруповання, що окупувало Фарерські острови, а у травні Ісландію, супроводжувало конвої до Нарвіка. 1 червня 1940 року був серйозно пошкоджений у результаті повітряної атаки пікіруючих бомбардувальників Ju 87 в битві за Дюнкерк та потоплений мінним загороджувачем «Салташ».

## Дизайн та конструкція
Ескадрений міноносець «Гавант» мав корпус загальною довжиною між перпендикулярами 98,5 м, бімс — 10,1 м та осадку до 3,8 м. Водотоннажність бойового корабля становила: стандартна — 1 370 довгих тонн та повна — 1 913 довгих тонн відповідно.
Головна енергетична установка включала в себе три триколекторні Адміралтейських котли з пароперегрівником і два одноступінчатих редуктори, дві парових турбіни Parsons. Дві турбіни (високого і низького тиску) і редуктор становили турбозубчатий агрегат. Розміщення ГЕУ — лінійне. Котли розміщувалися в ізольованих відсіках, турбіни — у загальному машинному відділенні, при цьому були відокремлені від турбін водонепроникною перегородкою. Робочий тиск пару — 21 кгс/см² (20,68 атм.), температура — 327 °С.
Проектна потужність становила 34 000 к.с. (25 000 кВт), що мало забезпечити максимальну швидкість ходу (при повному навантаженні) в 36 вузлів (67 км/год). Запас палива зберігався в паливних танках, ємністю 470 тонн мазуту, що забезпечувало дальність плавання 5 530 морських миль (10 240 км) 15-вузловим ходом (28 км/год). Екіпаж корабля становив 145 членів.
Корабельна артилерія головного калібру (ГК) у есмінця HMS «Гавант»: чотири 120-мм універсальних швидкострільних гармат QF Mark IX з довжиною ствола 45 калібрів у поодиноких установках Mark II на центральній осі корабля, під назвою 'A', 'B', 'X' та 'Y'. Максимальний кут піднесення 40°, зниження на −5°. Маса снаряда 22,7 кг, початкова швидкість — 810 м/с. Гармати мали швидкострільність 12 пострілів на хвилину на відстань 15,5 км. Боєзапас становив 150 пострілів на ствол.
Основу зенітного озброєння становили дві зчетверені 12,7-мм зенітні кулеметні установки Vickers .50 Mk III з швидкострільністю 500—600 постр./хв.
Торпедне озброєння складалося з двох зчетверених 21-дюймових (533-мм) торпедних апаратів конструкції Q.R.Mk.VIII, що розташовувалися в кормовій частині корпусу на осьовій лінії. Есмінець також мав одну напрямну для скидання глибинних бомб і 2 пристрої для їх скидання; на борту перебувало зазвичай 20 глибинних бомб. З початком війни кількість напрямних збільшили до 3 одиниць, а пристроїв для скидання за борт — до восьми. Відповідно глибинних бомб на борт корабель брав до 110 штук.

## Історія
19 грудня 1939 есмінець увійшов до флоту Великої Британії та 8 січня 1940 року прибув на ходові випробування до Портленда. З 4 по 9 лютого з есмінцями HMS «Адент» та «Вітшед» введений до 9-ї флотилії есмінців Командування Західних підходів в Плімуті та залучався до проведення заходів протичовнової оборони. Після цього прибув на переоснащення та переозброєння, яке тривало до березня 1940 року.
7 квітня 1940 року корабель супроводжував конвой з Грінока до Гібралтару, коли його терміново перевели до Флоту Метрополії для виконання ескортних функцій у Північному морі у зв'язку із загрозою вторгнення німецького Вермахту до Норвегії. 13 квітня супроводжував важкий крейсер «Суффолк» разом з однотипним кораблем «Гесперус» для висадки Королівської морської піхоти на Фарерські острови. А за тиждень ескортував морський десант на океанських лайнерах RMS «Ланкастріа» та RMS «Франконіа», що окупував Ісландію.
З 29 травня есмінець брав участь в евакуації британських та французьких військ з узбережжя Дюнкерку і встиг врятувати до 1 червня 2 300 чоловіків.
1 червня 1940 року «Гавант», завантаживши 500 вояків на борт, вийшов на допомогу постраждалому у наслідок атаки німецьких пікірувальників есмінцю «Айвенго», що знерухомілий плавав поблизу берегу. Екіпаж «Гаванта» встиг перевантажити усіх постраждалих з борту «Айвенго» й, незважаючи на атаки з повітря німецьких бомбардувальників, вирушив у напрямок Дувра. Незабаром німецькі «Штуки» влучили двома бомбами у силову установку корабля, ще один вибух пролунав під корпусом есмінця. У наслідок атаки 8 моряків і 25 солдатів загинуло та щонайменше 25 дісталися поранень. Через отримані пошкодження корабель не був у змозі продовжити рух. Мінний загороджувач «Салташ» спробував буксувати пошкоджений есмінець, проте марно. В результаті люди були забрані іншими суднами та кораблями, а «Гавант» був затоплений.

## Командири корабля
| № | В/звання | Ім'я                        | Період                            |
| - | -------- | --------------------------- | --------------------------------- |
| 1 | Lt.Cdr.  | Ентоні Френк Бурнелл-Нагент | 21 листопада 1939 — 1 червня 1940 |